# Мамуровский, Александр Антонович
Александр Антонович Мамуровский (1893 г., Москва — 1961 г. , Москва) — русский и советский минеролог, выдающийся специалист в области строительных материалов. Возглавлял лаборатории строительного камня и отделочных работ НИИСТ Академии архитектуры СССР.

## Биография
Александр Антонович Мамуровский родился в Москве в 1893 г. в семье выдающегося специалиста в области анатомии и бактериологии — Антона Григорьевича Мамуровского (1857—1920 гг.). После окончания Московского университета, преподавал в нём минералогию. Был одним из специалистов, приглашённых В. В. Аршиновым на работу в первый и единственный в России частный научный институт геологического профиля — «Литогеа». В 1922—1923 гг. руководил секцией руд и минералов в Бюро по исследованию и промышленному применению редких элементов. Один из создателей Горной Академии в Москве, много лет преподавал в этом учебном заведении, был членом Совета МГА.
Был ближайшим соратником Н. М. Федоровского при организации на базе «Литогеа» Института прикладной минералогии (ИПМ) (1923 г.). В 1923—1942 гг. был заместителем директора ИПМ, в котором руководил разведкой и разработкой ряда месторождений слюды, плавикового шпата и барита, что способствовало прекращению в нашу страну импорта этих видов минерального сырья. Заведовал лабораторией декоративного и строительного камня. В 1924 г. принимал участие вместе с А. Е. Ферсманом, Д. И. Щербаковым и Н. М. Федоровским в экспедиции в Южную Фергану для обследования залежей урановых руд месторождения Тюямуюн. В Москве проживал по адресу: ул. Большая Ордынка, д. 29, кв. 3.
Один из инициаторов преобразования ИПМ в ВИМС. Являясь заведующим лабораторией декоративного и строительного камня, он участвовал в разведке и освоении ряда месторождений (известняк-ракушечник, туфы, диатомиты и трепела), месторождений мрамора, гранита и других декоративных облицовочных материалов, а также в разработке новых технологий механизированной добычи и производства цельнопильных строительных блоков. Занимался изобретательством.
В 1938 г. арестован, по свидетельству В. И. Вернадского, к Мамуровскому применялись очень грубые методы ведения допросов. Дело А. А. Мамуровского было прекращено в 1940 г. в связи с отсутствием состава преступления, 27 февраля 1940 г. был освобождён из Бутырской тюрьмы.
После освобождения до 1942 г. работал в ВИМСе, позднее — в Академии архитектуры. Являясь выдающимся специалистом в области строительных материалов, был избран член-корреспондентом Академии архитектуры СССР, имел две кандидатские степени: геолого-минералогических и экономических наук. В период 1942—1955 гг. возглавлял лаборатории строительного камня и отделочных работ НИИСТ Академии архитектуры СССР.
Ушёл из жизни в 1961 г. Как и отец, похоронен в некрополе Донского монастыря.

## Избранные труды
- Месторождение нефрита на горе Бикиляр / А. А. Мамуровский. — Москва : [б. и.], 1918.
- Новый способ приготовления шлифов из песка / А. Мамуровский, И. Самсонов. — Москва : [б. и.], 1923.
- Центральный институт минерального сырья / А. А. Мамуровский. — Москва : Гос. техн. изд-во, 1926.
- Механизация добычи южного ракушечного известняка и его роль в современном строительстве / А. А. Мамуровский, В. А. Рогозинский. — Москва : Гос. техн. изд., 1926.
- Опыт промышленной оценки уральских месторождений граната [Текст] / А. А. Мамуровский, В. С. Коптев-Дворников, Б. Ф. Пылаев. — [Москва] : [Госуд. технич. изд-во], [1929] (Л. : тип. «Красный печатник»).
- Новый способ приготовления шлифов из песка [Текст] / А. Мамуровский, И. Самсонов. — 2-е изд. — Москва ; Ленинград : Огиз — Гос. науч.-техн. изд-во, 1931
- Слюдяная промышленность СССР и стандартизация её продукции … [Текст] / А. А. Мамуровский, Е. К. Лашев, Н. Н. Зубарев; [Предисл.: проф. Н. М. Федоровский]. — Москва ; Ленинград : ОНТИ. Глав. ред. геол.-развед. и геодезич. лит-ры, 1937 (Ленинград : тип. им. Евг. Соколовой).
- Основные задачи реконструкции и расширения промышленности облицовочного камня [Текст] / Доклад чл.-кор. Акад. архитектуры СССР А. А. Мамуровского. — Москва : изд-во и тип. Изд-ва Акад. архитектуры СССР, 1946.
- Использование минеральных ресурсов Мосбасса для производства строительных материалов [Текст] : Труды комиссии МК и МГК ВКП(б) и Нар. ком. угольной пром. минер. ресурсов Моск. угольного бассейна : Посвящается 100-летию Мосбасса. 1844—1944 / Предисл. вице-президента Акад. архитектуры СССР К. С. Алабян ; Под общ. ред. А. А. Мамуровского ; Акад. архитектуры СССР. — Москва : изд-во и тип. Изд-ва Акад. архитектуры СССР, 1946 (Тип. «Известий»).
- Использование подмосковных известняков в колхозном строительстве [Текст] / А. А. Мамуровский ; Акад. архитектуры СССР. — [Москва] : Моск. рабочий, 1950.
- Пути широкого внедрения и снижения стоимости каменных облицовок многоэтажных зданий [Текст] / А. А. Мамуровский чл.-кор. Акад. архитектуры. — Москва : [б. и.], 1950.
- Асбестоцемент в строительстве [Текст] : [Сборник статей] / Под ред. чл.-кор. Акад. архитектуры СССР А. А. Мамуровского и проф. П. Н. Соколова. — Москва : изд-во и тип. Промстройиздата, 1950 (Подольск).
- Опыт крупнопанельной облицовки высотных зданий [Текст] / А. А. Мамуровский, А. М. Орлов, А. А. Заварзин ; Акад. архитектуры СССР. Науч.-исслед. ин-т строит. техники. — Москва : Гос. изд-во лит. по строительству и архитектуре, 1953.
- Пиление известняков и мраморов твердосплавными пилами [Текст] / А. А. Мамуровский, Е. А. Мартынюк ; Акад. архитектуры СССР. Науч.-исслед. ин-т строит. техники. — Москва : Гос. изд-во лит. по строительству и архитектуре, 1955.
- Роль пильного стенового камня в гражданском строительстве СССР [Текст] / Канд. геол.-минерал. наук А. А. Мамуровский. — Москва : [Госстройиздат], 1957.
- Каталог унифицированных изделий из гранита и мрамора [Текст] / Акад. строительства и архитектуры СССР. Науч.-исслед. ин-т новых строит. материалов, отделки и оборудования зданий ; Под общ. ред. чл.-корр. АС и А СССР А. А. Мамуровского. — Москва : ЦБТИ, 1959.